# Käthe Schulken
Käthe Schulken (* 19. Juli 1891 in Vegesack; † 10. Juli 1974 in Gatersleben) war eine deutsche Pädagogin, Lyrikerin und Heimatschriftstellerin. 

## Leben
Käthe oder Kaethe Schulken wurde in Vegesack bei Bremen als Tochter des Schiffskapitäns Claus Schulken (1847–1893) und dessen Ehefrau Catharine Spille (1852–1935) geboren und auf den Namen Catherine Adelheid evangelisch getauft. Sie besuchte das Lyzeum in ihrer Heimatstadt und absolvierte das Lehrerexamen 1911. Der Schuldienst verschlug sie nach Quedlinburg, von wo aus sie den Harz und das Harzvorland kennen und lieben lernte. Von 1923 bis 1958 war sie als Schulamtsleiterin in Gatersleben tätig (heute Stadt Seeland im Salzlandkreis, Sachsen-Anhalt). Als Anhängerin der Wandervögel begann sie 1920 Wanderlieder und Gedichte zu veröffentlichen, die hauptsächlich die Naturschönheiten des Harzes beschreiben, der zu ihrer Wahlheimat wurde, wie auch das Weserbergland. Besonders geschätzt hat sie die traditionellen Wanderungen im Kreis ihrer Freunde und Schüler zur Walpurgisnacht auf den Brocken.  Daher wurde „Fräulein“ Schulken auch liebevoll „Brockenhexe“ genannt. Sie starb unverheiratet und ohne Kinder.

## Werke
- Frohes Wandern, (August Lax) Hildesheim 1920, 2. Aufl. 1921
- Gabst mir die herrliche Natur zum Königreich, Skizzen und Gedichte, mit Federzeichnungen von H.C. Rißmann, (August Lax) Hildesheim/Leipzig 1921, 2. Auflage 1924
- Mein heiliges Land, Skizzen und Gedichte, (August Lax) Hildesheim 1922
- Mein Weserbuch, (August Lax) Hildesheim/Leipzig 1923
- Aus meinem Harz. Wanderungen zum Licht, Magdeburg, o. J. (1925)
- O Täler weit!, o Höhen! Wanderstimmen und Gedichte (die bunten Harz-Bücher, Bd. 3) Wernigerode 1925
- Blaue Berge in der Ferne, Harzgedichte, Magdeburg 1938

## Ehrungen
- Seit dem 22. Juni 1996 trägt die Grundschule in Gatersleben ihren Namen.
- Eine Schutzhütte am Ravensberg bei Bad Sachsa mit Ausblick ins südliche Harzvorland bis zum Kyffhäuser trägt ihren Namen